# Abadai Khan
Avtaisain khan (mongol : ᠠᠪᠲᠠᠶᠢᠰᠠᠶᠢᠨ
ᠬᠨ, cyrillique : Автайсайн хан, MNS : Avtaisain khan, où avtai signifie « possédant le dont de la sorcellerie » et sain signifie « bon », « bien ») également écrit, Abtai sain khan (mongol : Абтай сайн хан ; chinois : 阿巴岱 ; pinyin : ābādài), et également parfois romanisé en Abadai Khan, né en 1554 et décédé en 1588, est le Tüsheet khan des Khalkhas, de 1554 à 1586.

## Biographie

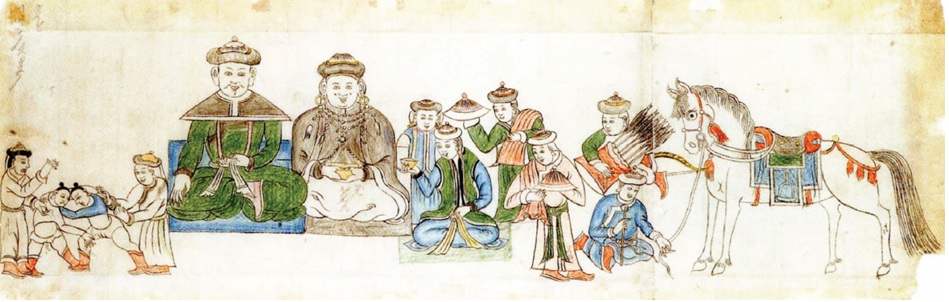
Scène complète de la peinture représentant Avdaisain

D'après le Asarayči neretü teüke, Abadai, est le premier fils de Noyonu-qu Üijeng Noyan, troisième fils de Geresenje. Il est né en 1554.
En 1560, Abtai sain khan, apprend que son oncle, Altan Khan, s'est converti à l'école géloug du bouddhisme tibétain. Il invite alors le lama Shiregetü Güüshi Chorjiwa de la ville de Guihua (aujourd'hui Hohhot, Mongolie-Intérieure), afin que ce dernier lui apprenne les bases du bouddhisme tibétain.
Selon l'Asarayči neretü teüke, entre l'âge de 14 (1568) et 27 ans (1581), il s'engage dans les combats, et soumet les « ennemis étrangers », les Oïrats à lui-même et ses frères. On lui confère le titre de Tüsiyetü Qayan et devient célèbre. Le Erdeni-yin tobči dit qu'il reçoit le titre de Nom-un yeke vačir qayan (khagan (empereur) du vajra (diamant) yeke Nom-un) du 3e dalaï-lama, lorsqu'il voyageait parmi les Ordos et les Tümed, entre 1585 et 1587. Il est nommé dans la partie généaolgique du Asarayči, Sayin Qayan.
Il ordonne la construction du monastère d'Erdene Zuu en 1585. Les pierres des ruines de l'ancienne capitale mongole voisine, Karakoroum sont utilisées pour sa construction, et le monastère comporte alors des représentations bouddhiques et une relique du Bouddha Sakyamuni qu'Abtai a reçu de Sonam Gyatso, le 3e dalaï-lama.
Son fils Erkhi Mergen khan (zh) (ou Erekhei) lui succède à la fonction de Tüsheet khan.[réf. souhaitée]